# Колекроче (Перуђа)
Колекроче је насеље у Италији у округу Перуђа, региону Умбрија.
Према процени из 2011. у насељу је живело 67 становника. Насеље се налази на надморској висини од 880 м.